# 博福尔-奥尔巴尼亚
博福尔-奥尔巴尼亚（法語：Beaufort-Orbagna，法語發音：[bofɔʁ ɔʁbaɲa]）是法国汝拉省的一个市镇，属于隆斯勒索涅区。该市镇于2019年由原市镇博福尔和奥尔巴尼亚合并而成，行政中心位于博福尔。

## 地理
博福尔-奥尔巴尼亚（46°34'27"N, 5°26'22"E）面积17.22 平方千米，位于法国勃艮第-弗朗什-孔泰大區汝拉省，该省份为法国东部内陆省份，北起上索恩省，西北接科多尔省，西临索恩-卢瓦尔省，南至安省，东与杜省和瑞士接壤。
与博福尔-奥尔巴尼亚接壤的市镇（或旧市镇、城区）包括：布雷斯地区弗拉塞、迈纳勒、屈西亚、罗赛、罗塔利耶。
博福尔-奥尔巴尼亚的时区为UTC+01:00、UTC+02:00（夏令时）。

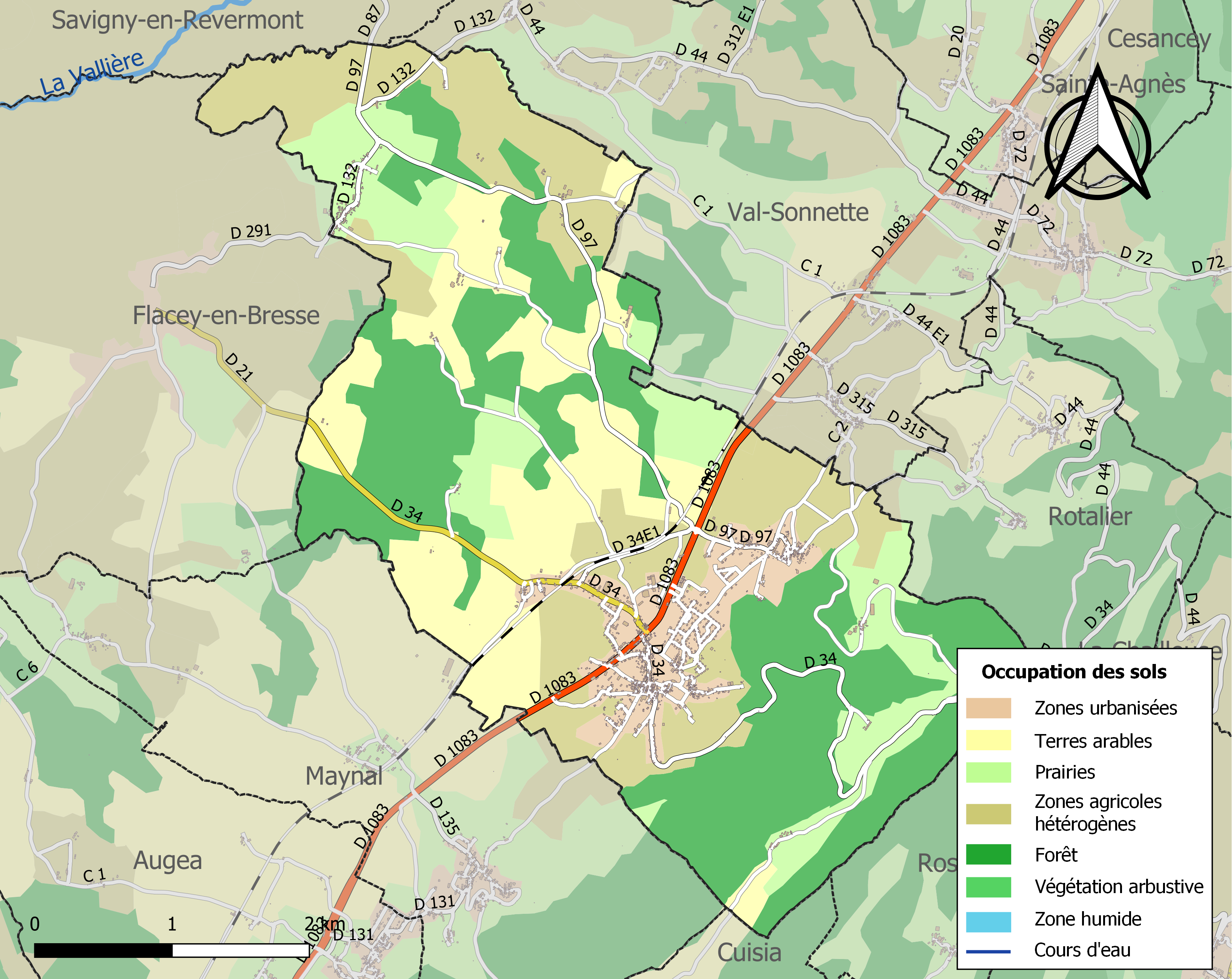
博福尔-奥尔巴尼亚的OSM定位图

## 行政
博福尔-奥尔巴尼亚的邮政编码为39190，INSEE市镇编码为39043。

## 政治
博福尔-奥尔巴尼亚所属的省级选区为圣阿穆尔县。

## 人口
博福尔-奥尔巴尼亚于2022年1月1日时的人口数量为1466人。